# پیترو بوئر
پیترو بوئر (انگلیسی: Pietro Boer؛ زادهٔ ۱۲ مهٔ ۲۰۰۲) بازیکن فوتبال اهل ایتالیا است که برای باشگاه پیانیسه بازی می‌کند.